# Kontich
Kontich (ancienne écriture: Contich) est une commune située dans la province d'Anvers en Belgique. La commune est traversée par l`autoroute E19.

## Sections de la commune
| # | Section  | Superf. (km²) | Habitants (2020) | Habitants par km² | Code INS |
| - | -------- | ------------- | ---------------- | ----------------- | -------- |
| 1 | Kontich  | 19,09         | 19.371           | 1.015             | 11024A   |
| 2 | Waerloos | 4,72          | 1.827            | 387               | 11024B   |

### Localités
Kontich Kazerne: ce quartier a une grande zone industrielle ainsi qu'une gare le long de la ligne Anvers-Bruxelles. Les casernes (kazerne en néerlandais ) dont le quartier en question tient son nom sont néanmoins fermées.

## Héraldique
|  | La commune possède des armoiries qui lui ont été octroyées le 3 avril 1849 et confirmées le 9 décembre 1980. Elles combinent une variante des armoiries du comté de Malines ou de Berthout (pals) et des armoiries de la famille Franco y Feo. Kontich était une propriété du comté de Malines à l'époque médiévale et comptait des membres de nombreuses familles comme seigneurs du manoir. L'une de ces familles était la famille Berthout, propriétaire de la propriété de 1332 à 1410 et qui utilisait trois pals rouges d'or. La dernière famille à posséder le domaine était la famille Franco et Feo, originaire du Portugal. Ils ont acheté le domaine en 1762 et ont régné jusqu'en 1793. Blasonnement : De gueules, à quatre pals d'or, sur le tout coupé au premier de gueules à la croix latine d'argent et au second d'azur au lion d'or. Source du blasonnement : Heraldy of the World. |

## Démographie

### Évolution démographique: Avant la fusion des communes
- Sources : INS, Rem. : 1806 jusqu'en 1970 = recensements, 1976 = nombre d'habitants au 31 décembre[3].

### Évolution démographique de la commune fusionnée
Graphe de l'évolution de la population de la commune (la commune de Kontich étant née de la fusion des anciennes communes de Kontich et de Waerloos, (les données ci-après intègrent les deux communes dans les données avant 1977)
- Source : DGS - Remarque: 1806 jusqu'à 1981=recensement; depuis 1990=nombre d'habitants chaque 1er janvier[4]

## Habitants célèbres
- Martinus Dom, premier abbé de l'abbaye Trappist de Westmalle (1791-1873)
- Timo Descamps, un chanteur et acteur de télévision belge, est né dans la commune
- Siska Schoeters (née en 1982), animatrice de radio belge y est née

## Galerie

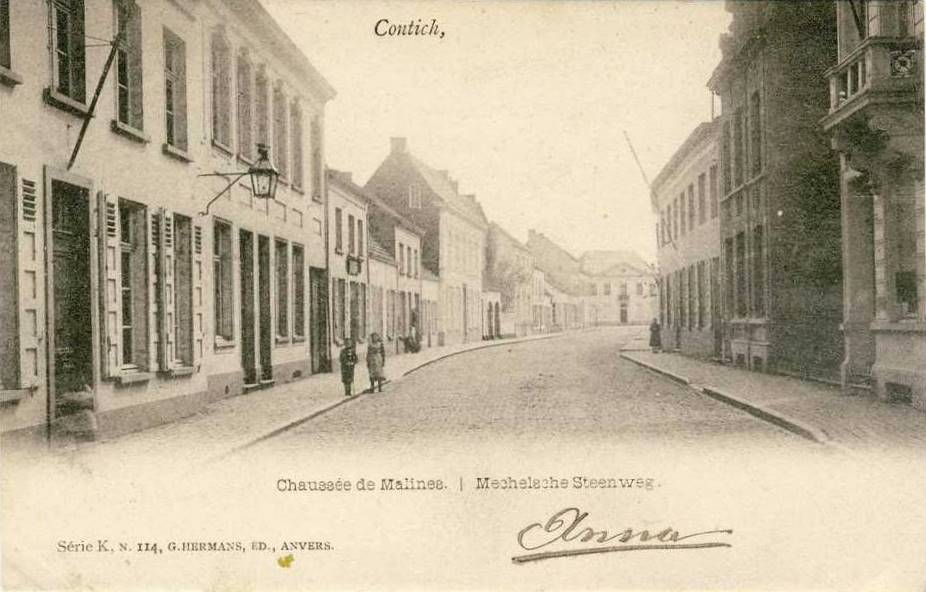
Carte postale montrant "Chaussée de Malines, Mechelsesteenweg" Circa 1900
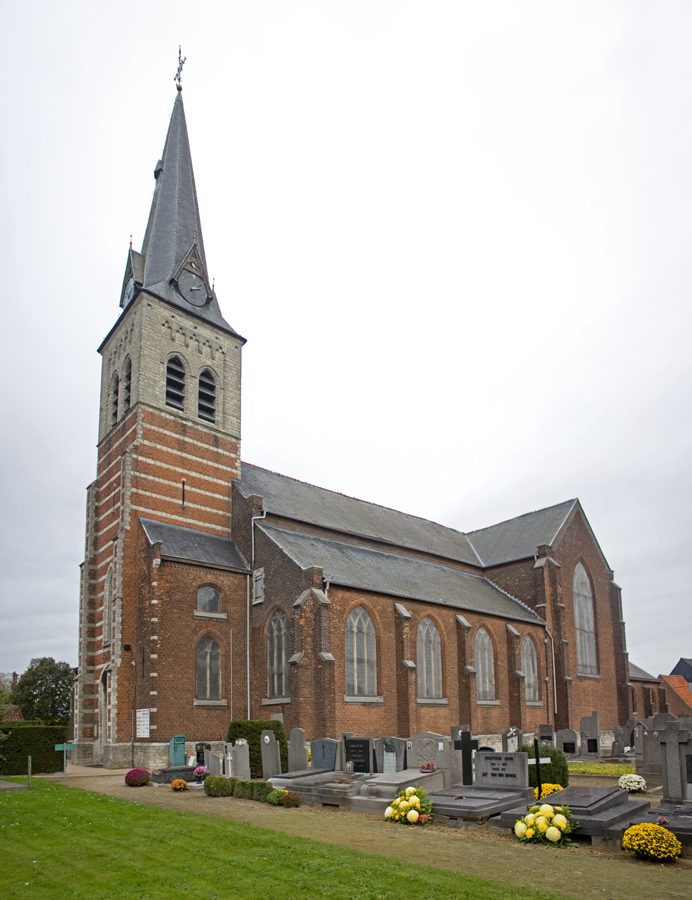
Église Municipale Saint-Michel à Waarloos